# Morskie działania bojowe
Morskie działania bojowe – działania  bojowe prowadzone przez okręty, samoloty i jednostki marynarki wojennej. 

## Morska walka zbrojna
Działania marynarki wojennej mogą mieć charakter zaczepny lub obronny, mogą być prowadzone przez jednorodne siły lub prowadzone przez różne rodzaje wojsk marynarki wojennej.
Składniki morskiej walki zbrojnej
- wykonywanie uderzeń i ataków
- zwalczanie okrętów podwodnych, niszczenie małych grup pojedynczych okrętów, niszczenie konwojów
- działania specjalne
  - pełnienie dozoru
  - prowadzenie rozpoznania
  - poszukiwanie min i ich niszczenie (trałowanie)
  - poszukiwanie okrętów podwodnych
  - stawianie min i sieci
  - wysadzanie grup dywersyjnych
  - prowadzenie walki radioelektronicznej.

Zabezpieczenie morskich działań bojowych
Zabezpieczenie działań bojowych  ma na celu stworzenie dogodnych warunków do prowadzenia walki lub operacji przez siły morskie. W skład zabezpieczenia działań wchodzi:
- rozpoznanie
- maskowanie
- walka radioelektroniczna
- obrona powietrzna
- obrona przeciwkutrowa
- obrona przeciw okrętom podwodnym
- obrona przeciwminowa
- obrona przed bronią masowego rażenia
- zabezpieczenie nawigacyjno-hydrograficzne
- zabezpieczenie hydrometeorologiczne
- zabezpieczenie logistyczne

## Morskie działania przeciwdesantowe
Morskie działania przeciwdesantowe to rozdaj działań bojowych marynarki wojennej prowadzony na określonym morskim teatrze działań wojennych przez siły marynarki wojennej  we współdziałaniu z innymi rodzajami sił zbrojnych. Jego celem  jest uniemożliwienia nieprzyjacielowi wysadzenia desantu morskiego.  W ramach morskich działań przeciwdesantowych  prowadzone jest rozpoznania działań desantowych nieprzyjaciela, niszczenie jego okrętów desantowych w rejonach załadowania desantu, podczas przejścia morzem i u podejść do rejonów lądowania oraz walka z desantem w rejonie lądowania.

## Systematyczne działania bojowe
Systematyczne działania bojowe to całokształt działań bojowych i różnorodnych przedsięwzięć zabezpieczających, prowadzonych w długim przedziale czasu przez siły marynarki wojennej według jednolitego planu i zamiaru dla osiągnięcia celu operacyjnego. Istotą działań systematycznych jest – w odróżnieniu do operacji morskiej – użycie sił z normalnym lub okresowo podwyższonym natężeniem, stosunkowo długi czas prowadzenia działań obronnych i zaczepnych oraz jednoczesne wykonywanie szeregu zadań taktycznych ograniczonym składem sił.
Celem działań systematycznych jest zapewnienie dogodnego reżimu operacyjnego w strefie obrony lub w kontrolowanym obszarze zainteresowania, do prowadzenia operacji morskich oraz demonstrowanie gotowości sił do obrony kontrolowanych obszarów morskich. Działania te prowadzone są przez siły morskie zarówno w czasie pokoju w ramach działalności operacyjnej, w czasie wystąpienia zagrożenia kryzysowego o charakterze militarnym, jak i w czasie wojny.
W czasie wystąpienia zagrożenia kryzysowego o charakterze militarnym i wojny działania systematyczne obejmują działania bojowe i przedsięwzięcia zabezpieczające.
Do systematycznych działań bojowych zalicza się:
1. zwalczanie okrętów podwodnych oraz sił i środków dywersji podwodnej,
2. stawianie zagród minowych,
3. poszukiwanie i niszczenie min,
4. zwalczanie komunikacji morskiej przeciwnika,
5. obrona i ochrona własnej komunikacji morskiej.

Do przedsięwzięć zabezpieczających zalicza się:
1. prowadzenie rozpoznania,
2. maskowanie i walka elektroniczna,
3. organizowanie wszystkich rodzajów obron,
4. zabezpieczenie specjalne działań systematycznych (ratownicze i NHZ).